# Rebecca Malope

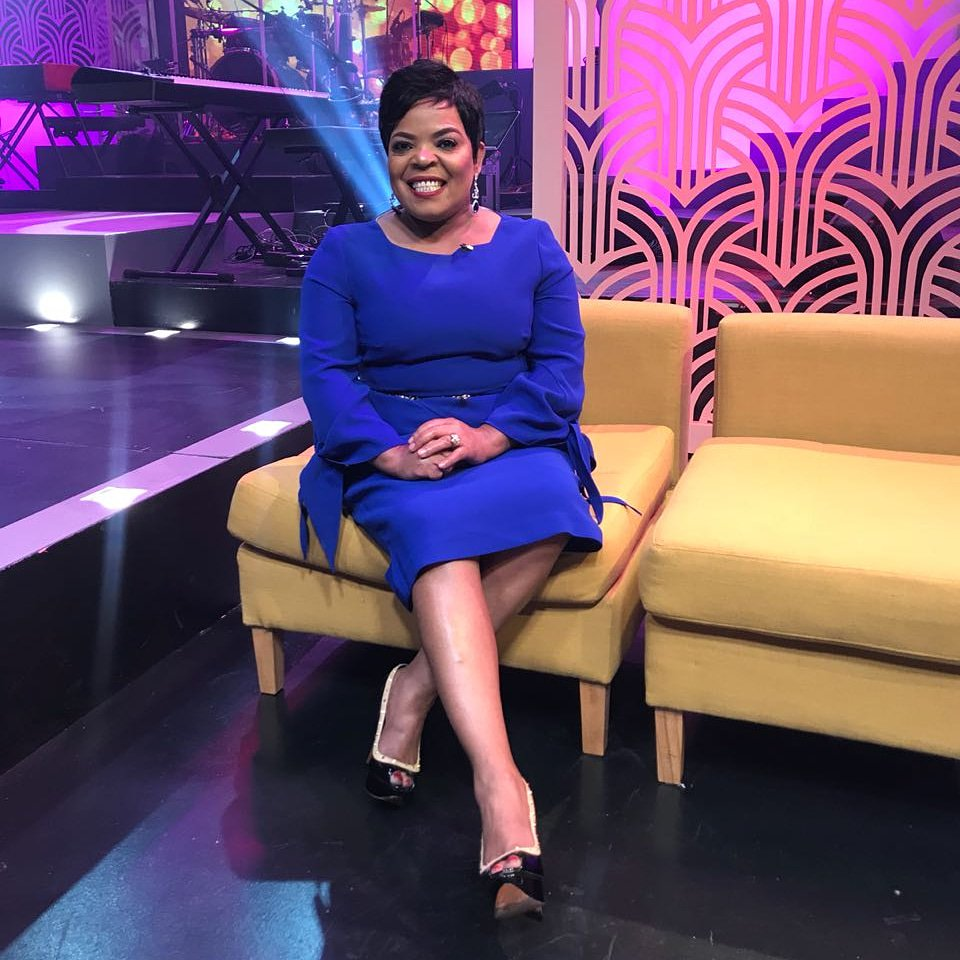
Rebecca Malope

Rebecca Malope (* 1965 in Lekazi, Südafrika) ist eine südafrikanische Gospel-Sängerin.

## Leben
Malope begann ihre Musikkarriere als 21-Jährige. Gemeinsam mit ihrer Schwester Cynthia verließ sie das Township Lekazi bei Nelspruit (heute Mbombela) und ging nach Johannesburg. 1987 gelang ihr Debüt. Seitdem veröffentlichte sie mehr als 30 Alben. In Südafrika moderiert sie die Fernsehsendung „It’s Gospel Time“.

## Auszeichnungen
- 1987: Shell Road to Fame-Talentwettbewerb, Siegerin in der Kategorie Beste Sängerin
- 2003: KORA All Africa Music Award in der Kategorie Beste Gospelsängerin

## Diskographie (Auswahl)
- 1996: Uzube Nam
- 1996: Live at the State Theatre
- 1997: Free at Last: South African Gospel
- 2003: Hlala Nami
- 2004: Ukholo Lwam’
- 2009: My Hero